# Johann Rockenthien
Johann Rockenthien († 1739) war ein Beamter in der Sekundogenitur Sachsen-Weißenfels. Er war fürstlich-sächsischer Hof- und Landkammerrat, zuletzt Geheimer Rat sowie Oberamtmann zu Langensalza und Erb-, Lehn- und Gerichtsherr in Merxleben.

## Leben
Er stammt aus der thüringischen Familie Rockenthien, die im Jahre 1792 in den Reichsadelsstand erhoben worden ist. Bereits 1694 ist er als Amtmann in Langensalza nachweisbar. Als solcher war er im ausgehenden 17. Jahrhundert an der Durchführung mehrerer Hexenprozesse im Amt Langensalza beteiligt.
Als 1715 das verschuldete Rittergut in Merxleben der Familie von Creutzburg versteigert wurde, gab Rockenthien das höchste Gebot ab. Für 9000 Gulden erwarb er dieses Rittergut, das fortan zum Sitz seiner Familie und deren männlichen Nachkommen werden sollte.
Zum Zeitpunkt des Erwerbs des Rittergutes war Johann Rockenthien bereits in Weißenfels zum Hof- und Landkammerrat des Herzogs von Sachsen-Weißenfels ernannt worden. Gleichzeitig war seine Bestallung zum Oberamtmann im Amt Langensalza verbunden. Langensalza im Thüringer Becken wurde fortan sein Dienstsitz. Vor seinem Tod 1739 war er noch zum Geheimen Rat befördert worden.
Sein Familienwappen war heraldisch wie folgt gestaltet: In Blau ein rechts gekehrter, roter Greif mit roter ausgeschlagener Zunge, welcher in der rechten Klaue drei goldene Ähren, von welchen sich die beiden äußeren abwärts neigen, emporhält. Auf dem Schild steht ein Helm, auf welchem, zwischen zwei Büffelhörnern, drei goldene Ähren stehen, von welchen die beiden äußeren über die Hörner herabhängen. Die Helmdecken sind rot und golden.
Johann Rockenthien hinterließ folgende vier Söhne:
- Johann Paul Rockenthien († 1752), Amtmann im Amt Sachsenburg
- Dr. Johann Rockenthien, in Eisenach
- Johann Christian Rockenthien, in Weimar
- Friedrich Wilhelm Rockenthien (* 1721)